# Narihualá
La Huaca de Narihualá es un complejo arqueológico situado en la provincia y departamento de Piura. Históricamente puede decirse que constituyó el principal asentamiento de los Tallanes, ostentando el centro político-administrativo cuya evidencia más significativa es la Huaca de Narihuala.
Fue declarado Patrimonio Cultural de la Nación por la Resolución Directorial Nacional N.º 76 INC/ del 19 de febrero de 2003.

## Narihualá
Narihualá es un caserío ubicado a 2 km de la ciudad de Catacaos siguiendo la pista asfáltica del Bajo Piura.
Históricamente puede decirse que constituyó el principal asentamiento de los tallanes, ostentando el centro político-administrativo.
Catacaos se constituía en el centro de administración religiosa. Actualmente su población se dedica a la agricultura y la artesanía destacando su famosa producción de sombreros de toquilla, además de la festividad de la Bajada de Reyes en la que cada 6 de enero se representa la espectacular danza y música de reminiscencias aborígenes y mestizas llenas de colorido musical y de teatralización popular.

## Huaca Narihualá
El contexto arqueológico Narihualá está constituido por promontorios artificiales de diversa magnitud y alturas variables destacando de todos ellos la huaca principal cuya extensión abarca 6 m con una altura máxima de 40 m lineales.
La huaca presenta una arquitectura de carácter monumental de adobe con argamasa de barro.
Para mayor ilustración se ha dividido el área en tres sectores:
Sector I
Corresponde al área de mayor volumen y altura, en ella se ubica una capilla y un cementerio moderno. De acuerdo con las exploraciones iniciales posee en su interior grandes muros de 1,60 m de espesor, con enlucidos bastantes finos y bien conservados, definitivamente presenta hasta dos fases de construcción: fase original y la otra de remodelación.
Sector II
Corresponde a la parte intermedia y de menor altura; en la parte central de ese sector se ubican tres hileras de muros paralelos de adobones cuya dimensión oscila entre los 0,60 m de largo x 0,40 m de ancho y 0,12 m de alto. Estos muros unen a las dos plataformas (del sector I y del sector III), en los espacios vacíos se encuentra un relleno de arena fina, que la parecer en algún momento sirvió no sólo para unir los bloques piramidales, sino también como elemento constructivo de defensa y protección.
Sector III
Tiene una definición más precisa, es una estructura piramidal truncada, constituida por tres plataformas superpuestas, pareciera que la etapa constructiva corresponde a diferentes momentos (ocupaciones y reocupaciones de la población). Los niveles de los pisos, los muros y las plataformas no guardan uniformidad por encontrarse encima de habitaciones, pasadizos, escalinatas y rampas de acceso, en las que se han construido otras estructuras que cumplían determinadas funciones en ese momento.
Este sector se encuentra en investigación en estos momentos, pudiendo apreciarse los pisos originales y muros enlucidos; destacando la existencia de las huellas de los dedos de sus constructores originales, impronta (huella) de los postes de algarrobo utilizados para instalar sus techos. Para ganar altura de estructura, sellaban los muros o habitaciones debajo del suelo con arena fina y sobre ella construían las nuevas estructuras de adobe.
La Huaca Narihualá ha sido declarada capital de la nación Tallan, debido al carácter monumental de su arquitectura y por constituirse en la única evidencia arqueológica ubicada en el departamento de Piura.
El visitante también tendrá la oportunidad de apreciar en la Huaca, los únicos ejemplares del perro peruano en su hábitat, especies nativas que están en proceso de extinción, y que recientemente con Resolución Directorial Nación N° 001-2000/INC - DN (04.01.2000) el Instituto Nacional de Cultura está disponiendo la protección del perro peruano en todos los sitios arqueológicos de la costa peruana.

## Museo de Sitio Narihualá
El museo fue construido en 1997 con patrones arquitectónicos locales. Tiene una colección de piezas prehispánicas, resultado de los estudios arqueológicos realizados en la década de 1980 e inicios de los años 1990, de cerámica, metal, lítico y óseos. Asimismo cuenta con una muestra etnográfica con objetos en paja toquilla, representaciones sobre la elaboración de chica de jora y foto-óleos de artista. El museo fue reabierto el 5 de enero de 2024, luego que fuera cerrado temporalmente en marzo de 2023 debido a las fuertes lluvias, ocasionadas por el ciclón Yaku y el Niño Costero. Durante el tiempo de cierre se realizó trabajos de prevención y mantenimiento.

## Galería
|  |
|  |

|  |
|  |

|  |
|  |

|  |
|  |